# Трећи светски покрет против експлоатације жена
Трећи светски покрет против експлоатације жена (енгл. Third World Movement Against the Exploitation of Women) је започео на Међународни дан људских права, 10. децембра 1980, предвођен сестром Мери Соледад Перпинан. 
Усмерен је ка ослобађању жена од свих врста угњетавања и експлоатације засноване на полу, раси или класи. На Филипинима се бави директним услугама за жртве инцеста, силовања и сексуалне трговине.

## Историјат
Трећи светски покрет против експлоатације жена је до 1981. године покренуо бројне демонстрације у главним градовима југоисточне Азије како би добио подршку. Предводио је протест против јапанских сексуалних тура на Међународни дан људских права, 10. децембра 1980, на датум његовог оснивања.
Декан Универзитета Ла Сал, у сарадњи са Трећим светским покретом против експлоатације жена, је понудио стипендије за учење рада на рачунару управници бордела, њеној ћерци и двема девојке из бара. Од тада су створили седам свратних центара и три дома широм земље које воде тридесет и пет жена. У њиховом дому у Кезон Ситију и Манили борави од десет до двадесет жена које су запослене ван куће.
Године 2007. су одржали радионицу против трговине људима.

## Програми и услуге
Програми и услуге Трећег светског покрета против експлоатације жена су усмерени ка сектору деце и жена које су преживеле сексуално злостављање и експлоатацију. Жртвама нуде центре за свраћање, прелазне домове и домове за одрастање.
Жене у домовима праве торбе користећи материјале из различитих извора које продају. Остали пројекти који доносе приход су пчеларство и производња меда, производња свећа, угоститељство и терапијска масажа.
Центри су отворени у Пасају, Кезон Ситију, Батангас Ситију, Субику, Себу Ситију, Џенерал Сантосу и Анђелес Ситију. Садрже обучено особље и теренске раднике који пружају подршку женама и децом који су преживели сексуално експлоатисање.